# Karate ai III Giochi europei
Gli incontri di karate ai III Giochi europei sono stati disputati presso la Dębowiec Arena di Bielsko-Biała in Polonia il 22 e 23 giugno 2023.

## Podi

### Maschili
| Specialità | Oro               | Argento                 | Bronzo                           |
| 60 kg      | Eray Şamdan       | Christos-Stefanos Xenos | Angelo Crescenzo Nikita Filipov  |
| 67 kg      | Tural Aghalarzade | Dionysios Xenos         | Ştefan Comănescu Miłosz Sabiecki |
| 75 kg      | Andrii Zaplitnyi  | Daniele De Vivo         | Erman Eltemur Quentin Mahauden   |
| 84 kg      | Alvin Karaqi      | Brian Timmermans        | Michele Martina Michał Bąbos     |
| +84 kg     | Andjelo Kvesić    | non assegnato           | Asiman Gurbanli Gogita Arkania   |
| Kata       | Damián Quintero   | Ali Sofuoglu            | Yuki Ujihara Mattia Busato       |

### Femminili
| Specialità | Oro               | Argento          | Bronzo                                  |
| 50 kg      | Bettina Plank     | Erminia Perfetto | Irene Kontou Serap Özçelik              |
| 55 kg      | Anželika Terljuha | Ivet Goranova    | Jennifer Warling Tuba Yakan             |
| 61 kg      | Reem Khamis       | Anita Serogina   | Alessandra Mangiacapra Gülbahar Gözütok |
| 68 kg      | Irina Zaretska    | Elena Quirici    | Anita Makyan Alizée Agier               |
| +68 kg     | Johanna Kneer     | Clio Ferracuti   | Kyriaki Kydonaki María Torres           |
| Kata       | Paola García      | Helvétia Taily   | Georgina Xenou Ana Cruz                 |

## Medagliere
| Pos.   | Paese       | Oro | Argento | Bronzo | Totale |
| ------ | ----------- | --- | ------- | ------ | ------ |
| 1      | Ucraina     | 2   | 1       | 1      | 4      |
| 2      | Spagna      | 2   | 0       | 1      | 3      |
| 2      | Azerbaigian | 2   | 0       | 1      | 3      |
| 4      | Germania    | 2   | 0       | 0      | 2      |
| 5      | Turchia     | 1   | 1       | 4      | 6      |
| 6      | Albania     | 1   | 0       | 0      | 1      |
| 6      | Croazia     | 1   | 0       | 0      | 1      |
| 6      | Austria     | 1   | 0       | 0      | 1      |
| 9      | Italia      | 0   | 3       | 4      | 7      |
| 10     | Grecia      | 0   | 2       | 2      | 4      |
| 11     | Francia     | 0   | 1       | 1      | 2      |
| 11     | Svizzera    | 0   | 1       | 1      | 2      |
| 13     | Paesi Bassi | 0   | 1       | 0      | 1      |
| 13     | Bulgaria    | 0   | 1       | 0      | 1      |
| 15     | Polonia     | 0   | 0       | 2      | 2      |
| 16     | Georgia     | 0   | 0       | 1      | 1      |
| 16     | Cipro       | 0   | 0       | 1      | 1      |
| 16     | Lussemburgo | 0   | 0       | 1      | 1      |
| 16     | Romania     | 0   | 0       | 1      | 1      |
| 16     | Armenia     | 0   | 0       | 1      | 1      |
| 16     | Belgio      | 0   | 0       | 1      | 1      |
| 16     | Portogallo  | 0   | 0       | 1      | 1      |
| Totale | Totale      | 12  | 11      | 24     | 47     |